# Коннов, Вениамин Фёдорович
Вениамин Фёдорович Коннов (27 сентября 1921 года, г. Симбирск, РСФСР, — 1991 год, г. Москва) — советский партийный, государственный деятель, председатель Куйбышевского облисполкома Совета народных депутатов (1971—76).

## Биография
Родился в семье служащего. Учился в Московском авиационном институте, в 1946 году окончил Куйбышевский авиационный институт.
- 1946—1950 гг. — ведущий инженер опытно-конструкторского бюро,
- 1950—1953 гг. — начальник конструкторского бюро
- 1953—1956 гг. — заместитель главного контролера завода завода им. Фрунзе,
- 1956—1971 гг. — на партийной работе,
- 1971—1976 гг. — председатель исполкома Куйбышевского областного Совета депутатов трудящихся.
- 1975—1989 гг. — председатель Комитета народного контроля РСФСР.

С 1989 г. — персональный пенсионер союзного значения.
Член ЦРК КПСС (1976—1990). Депутат Верховного Совета СССР 9-го созыва.

## Награды и звания
Награждён орденом Ленина, орденом Трудового Красного Знамени, двумя орденами «Знак Почета», орденом Октябрьской революции, орденом Дружбы народов, юбилейной медалью «За доблестный труд. В ознаменование 100-летия со дня рождения В. И. Ленина».